# Arun (rzeka w Chinach i Nepalu)
Arun (nep. अरुण, Aruṇ) – rzeka w Himalajach płynąca przez Chiny (Tybet) i Nepal. 
Początkowo płynie przez południowy Tybet (powiaty Tingri i Gamba). Wypływa z północnego stoku Sziszapangmy. Płynie na wschód w dolinie między Himalajami a Transhimalajami, równolegle do tybetańskiego odcinka Brahmaputry, po jego południowej stronie. Po około 240 km przyjmuje płynący z naprzeciwka (ze wschodu) największy dopływ, Yairu Zangbo, i ostro skręca na południe, tworząc jar między masywami Makalu i Kanczendzongi. Dolina Arunu na pograniczu Tybetu i Nepalu składa się ze stosunkowo szerokich dolin i kilku przełomów o stosunkowo łagodnym spadku bez dużych wodospadów. Po tybetańskiej stronie wpadają do niej z prawej strony Zhagar Qu i Kada Qu. Nepalskie dopływy to Hewa Khola, Piluwa Khola, Pikhuwa Khola, Barun, Sabha Khola i Sankhuwa Khola. Pierwszą nepalską miejscowością nad rzeką jest przygraniczna wieś Kimathanka. Na terenie Nepalu Arun łączy się z rzekami Sunkosi i Tamar, tworząc rzekę Kosi. Nepalski odcinek rzeki ma długość około 155 km, a większość zlewni (28 368 km² z 33 523 km²) znajduje się po tybetańskiej stronie.  
W Tybecie górny odcinek nazywany jest Main Qu (tyb. སྨན་ཆུ, Wylie: sman chu), a dolny – Pum Qu (tyb. བུམ་ཆུ, Wylie: bum chu; także: Phung Chu, Bhong Chu, Phung-czu). W europejskiej literaturze również wobec tych odcinków używa się nepalskiej nazwy Arun.
Prawdopodobnie Arun należał do systemu rzecznego Brahmaputry jako jej prawy dopływ. Wówczas cały jego bieg znajdował się u północnych podnóży Himalajów. Około 89 000 lat temu prawdopodobnie nastąpił kaptaż przez system Gangesu. Płynąc w poprzek grzbietu Himalajów, Arun wyżłobił kanion o głębokości ok. 5000 m. Erozja usunęła masę górotworu, czego skutkiem są ruchy izostatyczne wzmacniające o kilkadziesiąt metrów wypiętrzanie okolicznych szczytów, w tym Mount Everestu. W XX w. dominował pogląd, że przełom Arunu jest doliną antecedentną, czyli wrzynającą się wypiętrzający się łańcuch górski, zachowując pierwotny bieg. Podnoszone są argumenty, że ilość wody niesionej przez tybetański odcinek jest zbyt mała, aby wyżłobić tak głęboki jar, a za kaptaż odpowiedzialna jest erozja wsteczna dawniej źródłowego, obecnie dolnego odcinka dawnego Arunu. W grę na niektórych odcinkach może też wchodzić dawny kaptaż lodowców. Tę hipotezę wspierają niektóre cechy geomorfologiczne dolin Arunu i jego dopływów.
Arun płynie przez obszary klimatu górskiego odpowiadające strefom o charakterze umiarkowanym, alpejskim i arktycznym. Mimo że tylko 16% zlewni leży na południe od Himalajów, ze względu na ich cień opadowy, ponad 70% wody, którą niesie rzeka pochodzi z nepalskiej części zlewni. Szczyt opadów (60–80%) przypada na letni monsun od czerwca do sierpnia. Południkowo biegnący przełom Arunu jest miejscem, w które wnika monsun, przez co opady są tam kilkukrotnie wyższe niż w okolicy.